# El Djem
El Djem o El Jem (en árabe tunecino: الجمّ, il-Jāmⓘ) es una ciudad en la Gobernación de Mahdía, Túnez. Su población era de 21.576 habitantes en el censo de 2004. Alberga algunos de los restos romanos más impresionantes en África, particularmente el mundialmente conocido Anfiteatro de El Djem.

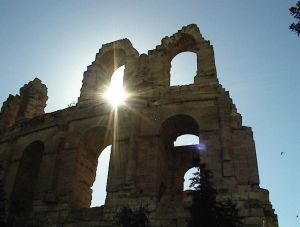
El Djem por la mañana

## Historia
La ciudad romana de Tisdra, o Thysdrus (en bereber, "cruce de caminos"), se construyó, como la mayoría de asentamientos romanos en Túnez, sobre otros tantos asentamientos púnicos. Con un clima menos árido que el actual, Thysdrus prosperó como un importante centro productor y exportador de aceite de oliva. Fue sede de una diócesis cristiana, tal como demuestra el hecho de que se conserve su nombre dentro de la lista de sedes titulares que la Iglesia Católica asigna a sus obispos auxiliares. A principios del siglo III, cuando se construyó el anfiteatro, Thysdrus rivalizaba con Hadrumetum (la actual Susa) por ser la segunda ciudad romana más importante del norte de África tras Cartago. Sin embargo, tras la revuelta ocurrida en el año 238 y el suicidio del emperador Gordiano I en su villa cerca de Cartago, las tropas leales al emperador Maximino el Tracio saquearon la ciudad.
La ciudad aparece en la Tabula Peutingeriana del siglo IV.

## Monumentos

### Anfiteatro

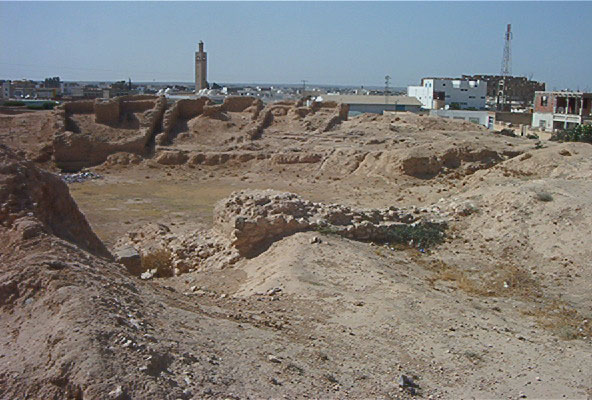
Vista de los primeros dos anfiteatros.

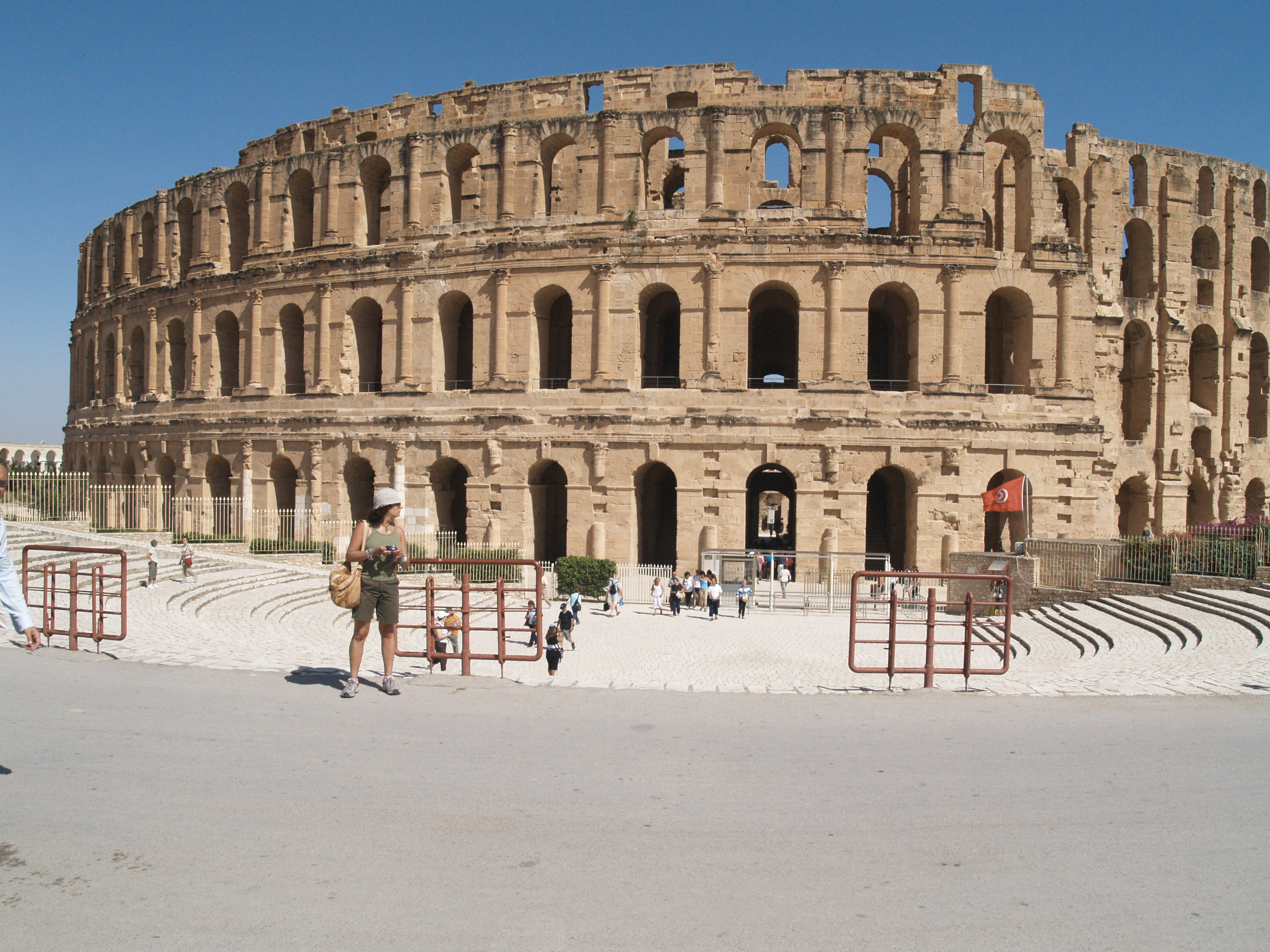
El Anfiteatro de El Jem

Interior del anfiteatro

El Djem es conocido por su anfiteatro o coliseo. Capaz de albergar 35.000 espectadores, solo el Coliseo de Roma (con una capacidad de aproximadamente 50.000 espectadores) y el anfiteatro de Capua (se cree que pudo albergar hasta 40.000 espectadores) eran más grandes. 
El anfiteatro en El Djem fue construido por los romanos bajo las órdenes del procónsul Gordiano, quién fue proclamado emperador en Thysdrus alrededor del 238 y era principalmente utilizado para espectáculos de gladiadores y  carreras de carros de pequeño formato. 
Es posible que la construcción del anfiteatro nunca se completara.
Hasta el siglo XVII quedó prácticamente intacto. A partir de esa fecha sus piedras se utilizaron para construir el cercano pueblo de El Djem y la Mezquita Grande en Kairuán.
Su estado actual se debe también a la utilización de cañones por parte de los turcos para, en su batalla contra el Imperio otomano, dispersar a los rebeldes que se habían refugiado en el anfiteatro.
Las ruinas del anfiteatro fueron declaradas Patrimonio de la Humanidad en 1979.
Anualmente alberga el Festival Internacional de Sinfonía de El Djem.

### Miscelánea
La arena del desierto cubre y preserva el mercado de Thysdrus así como las casas que un día lo rodearon. Se han encontrado y catalogado diversos mosaicos, algunos de ellos con representaciones iconográficas de la diosa África.
Relacionado con el mundo de la escritura, en Thysdrus se utilizaba principalmente el papiro. Múltiples muestras se han conservado en magníficas condiciones debido al clima seco de El Djem.

## Segunda Guerra Mundial
Durante la Segunda Guerra Mundial, un importante aeródromo militar estuvo localizado cerca de El Djem. Utilizado en primer lugar por la Luftwaffe, fue atacado en múltiples ocasiones y, más adelante, utilizado por las Fuerzas Aéreas del Ejército de Estados Unidos. Apenas quedan restos del aeródromo actualmente, sobre todo debido al uso agrícola en las afueras de la ciudad.

## Galería

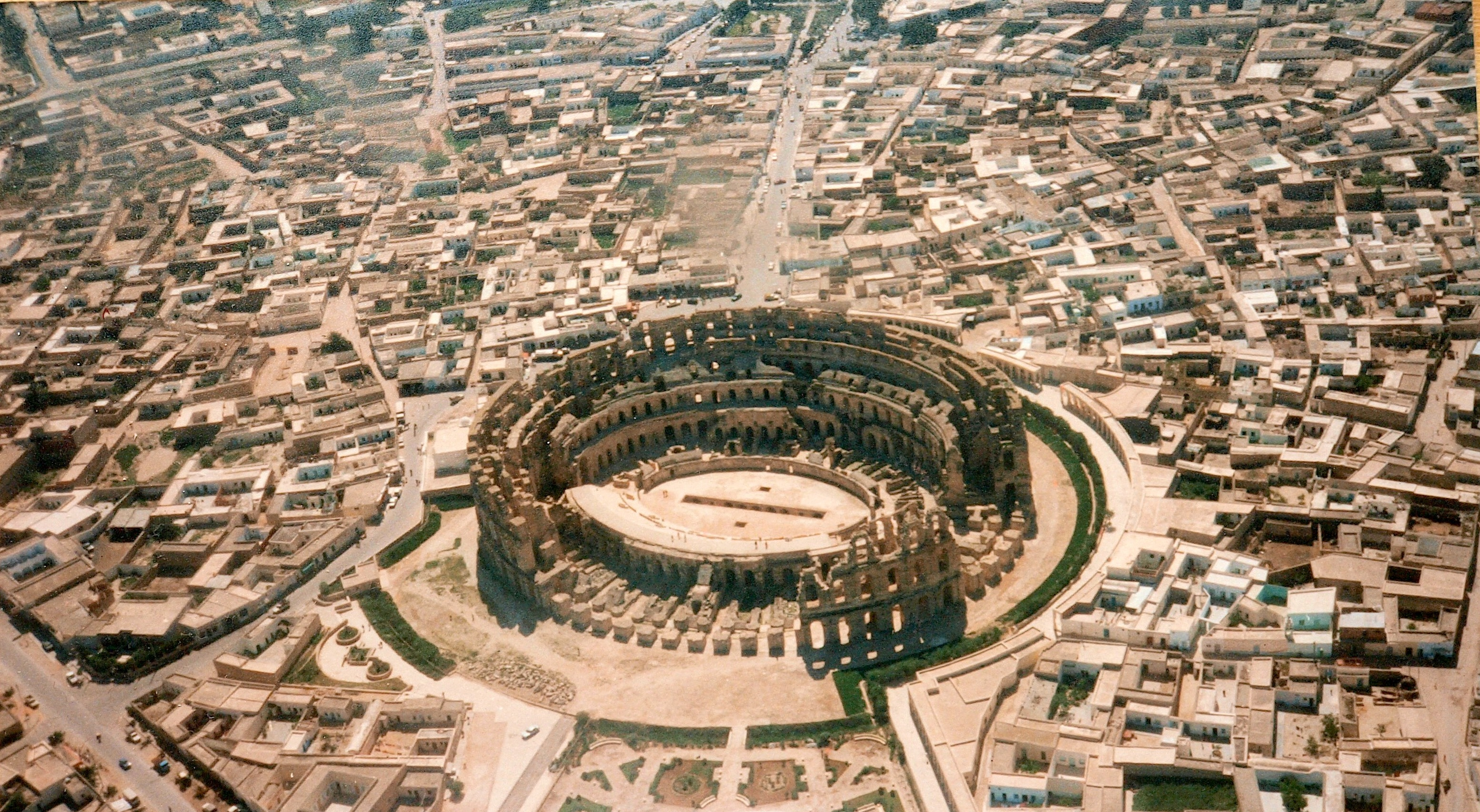
Vista aérea de El Djem y el anfiteatro
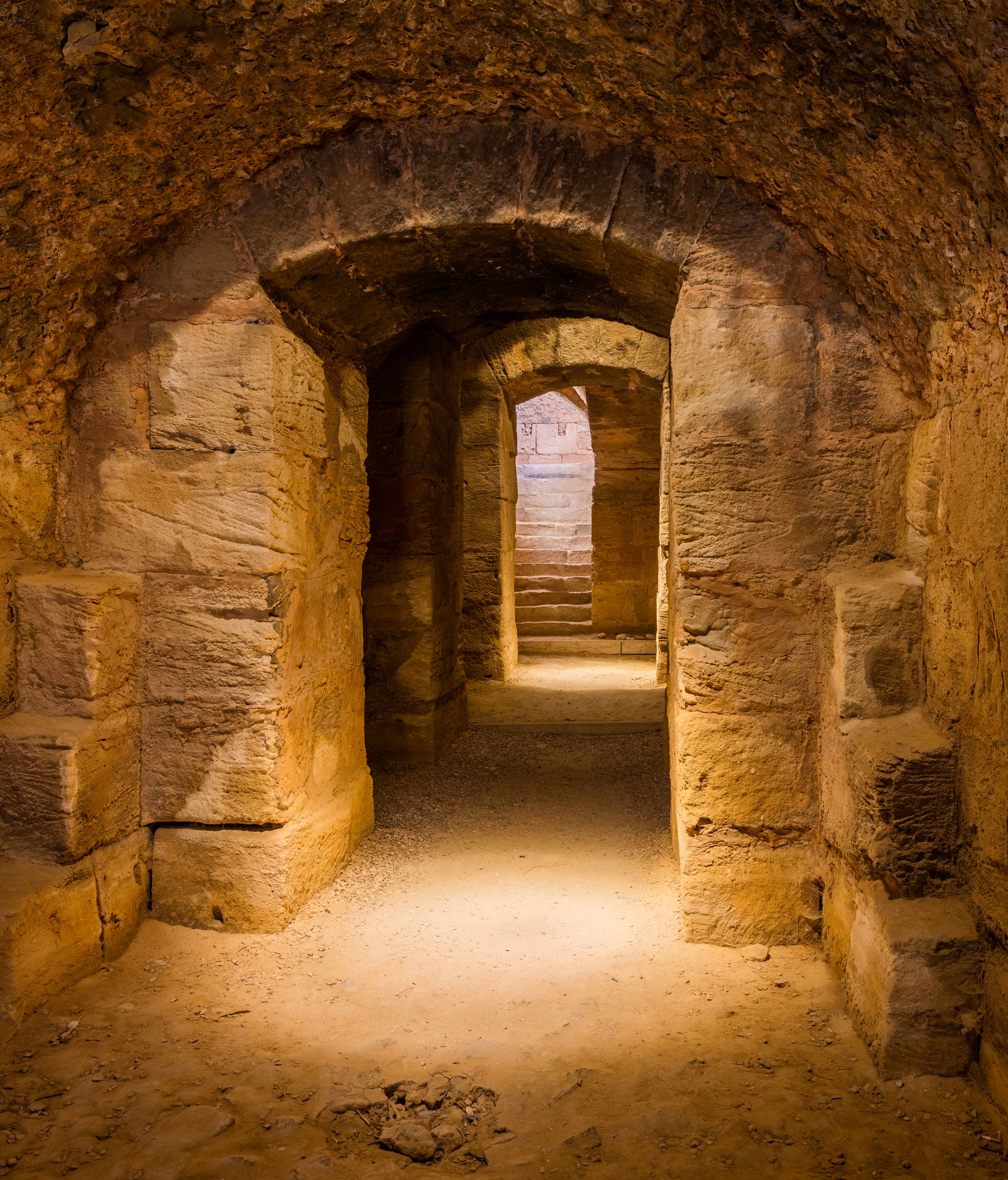
Calle subterránea
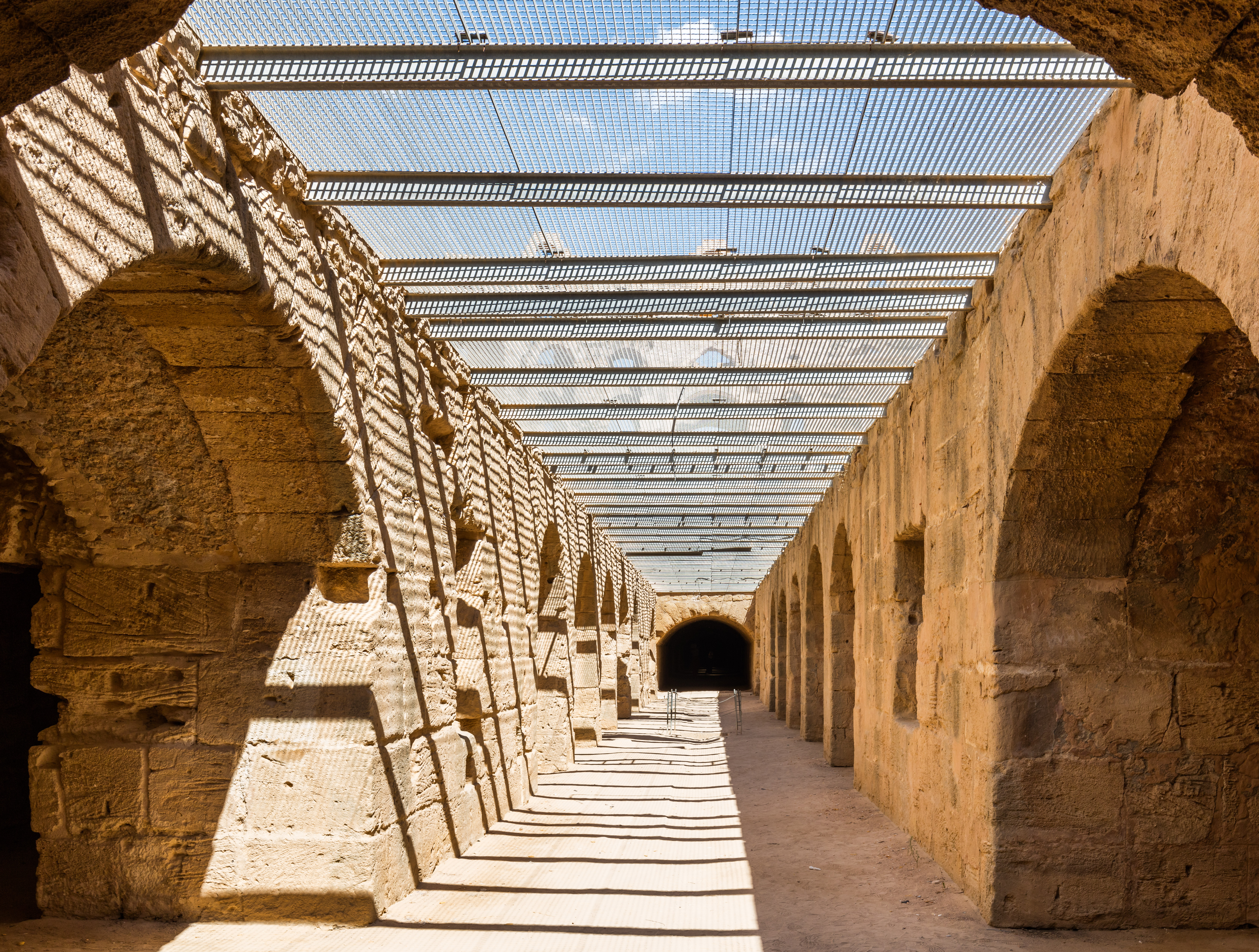
Una galería bajo la arena
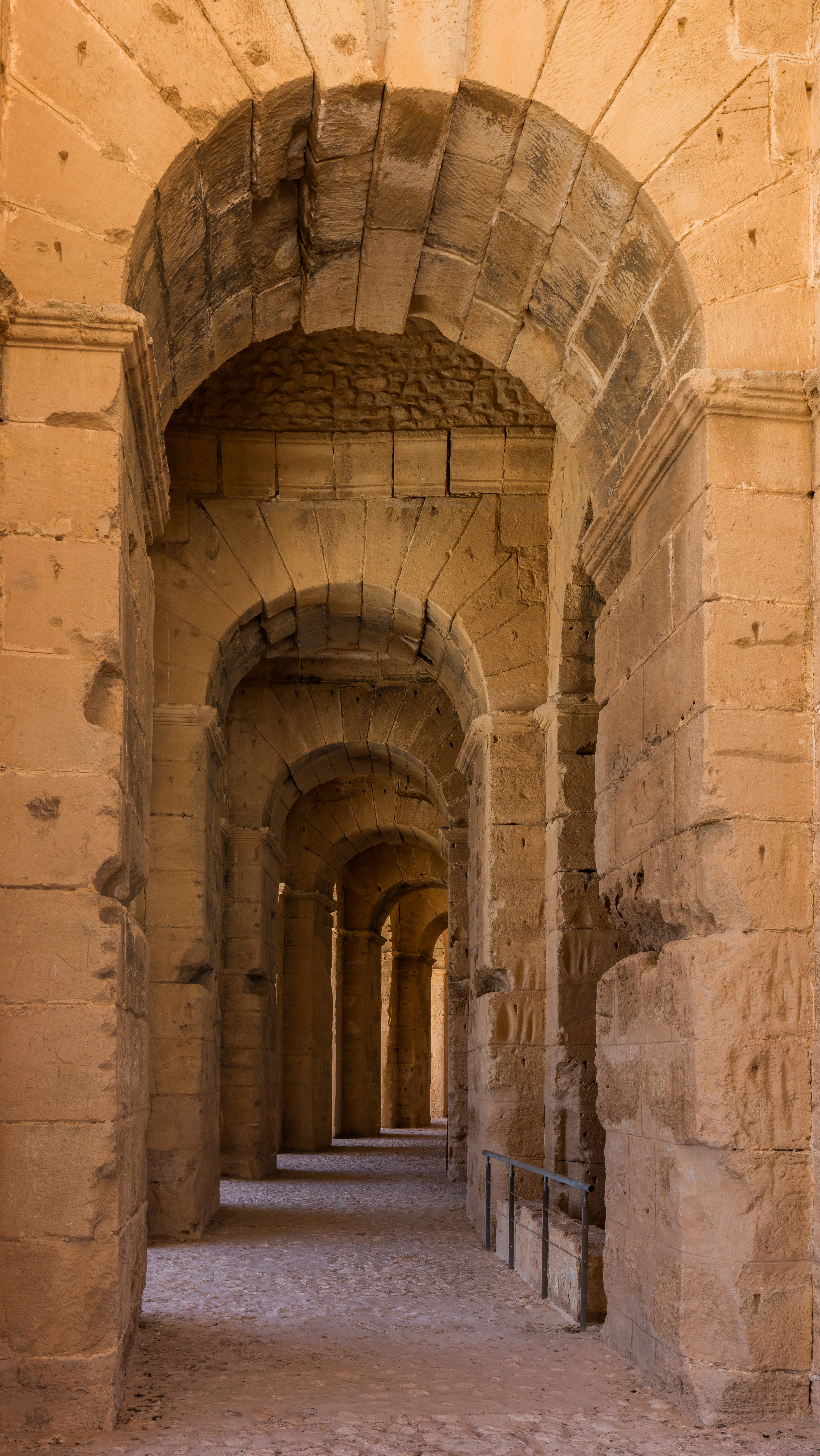
Pórticos
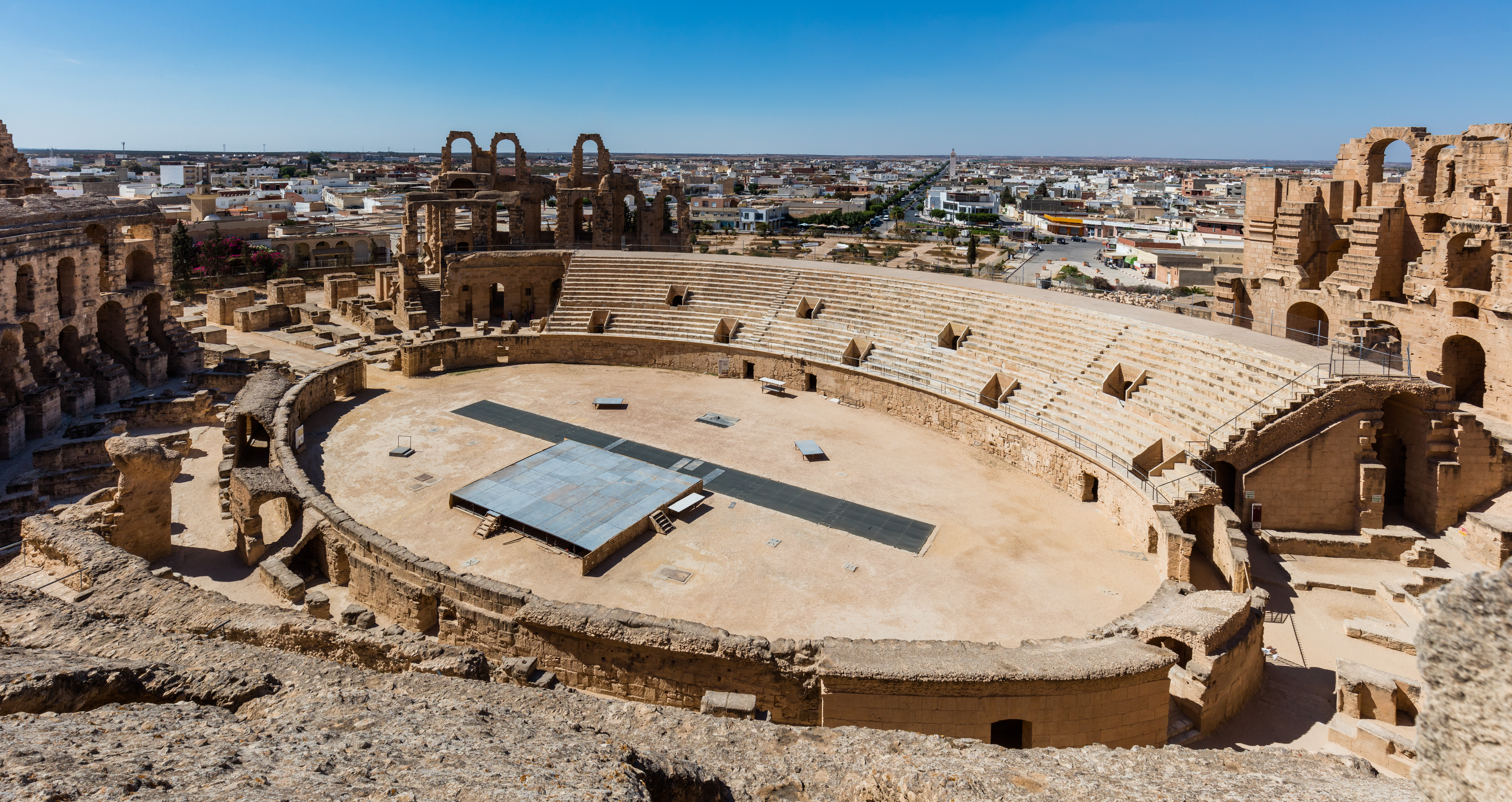
Vista de la arena
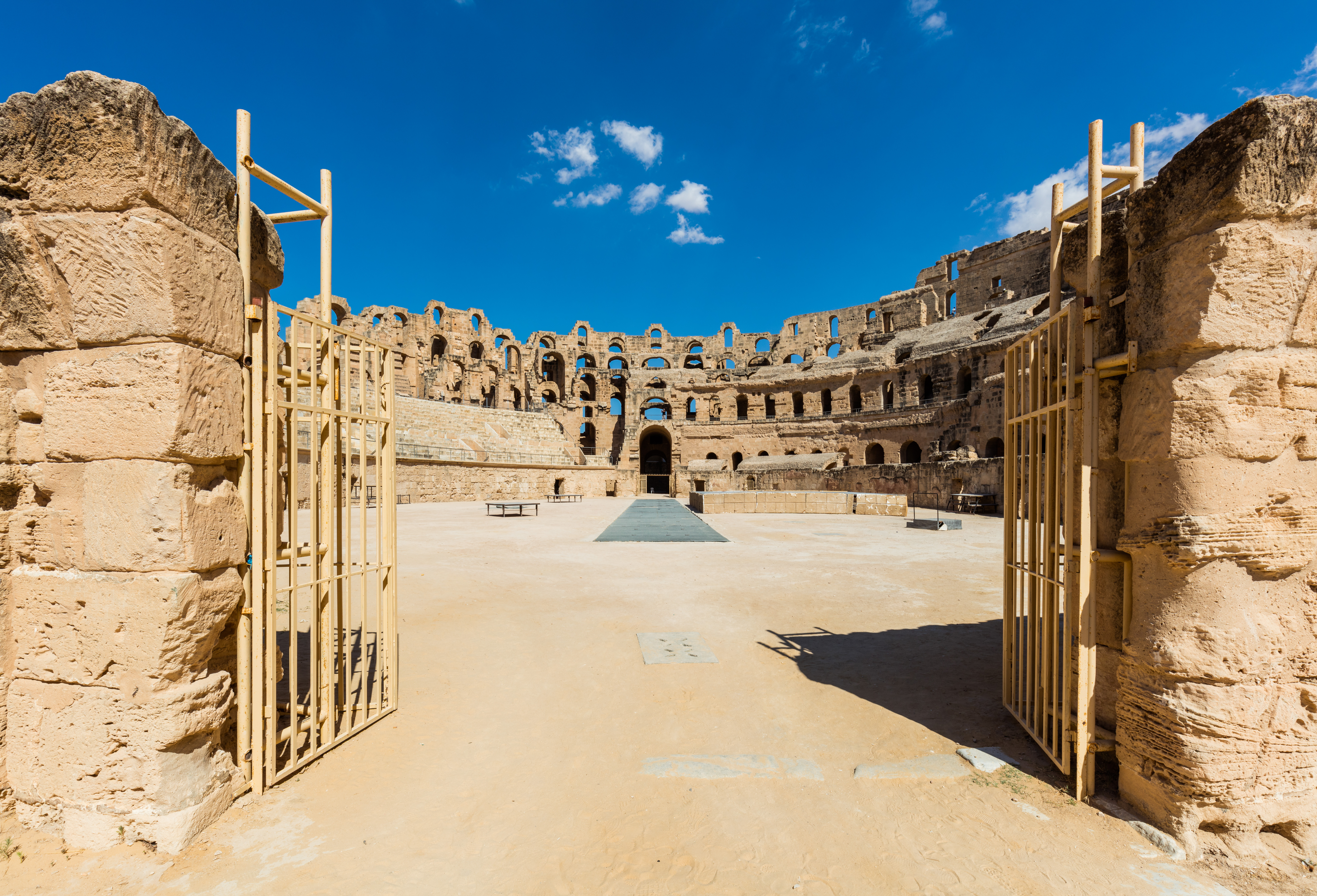
Entrada a la arena